# Rue Cujette
La rue Cujette (en occitan : carrièra de la Cugeta) est une voie de Toulouse, chef-lieu de la région Occitanie, dans le Midi de la France.

## Situation et accès

### Description
La rue Cujette est une voie publique. Elle se trouve au cœur du quartier Saint-Cyprien.
La chaussée compte une seule voie de circulation automobile en sens unique, de la grande-rue Saint-Nicolas vers la place du Professeur-Pierre-François Combes. Elle appartient à une zone de rencontre et la vitesse est limitée à 20 km/h. Il n'existe ni bande, ni piste cyclable, quoiqu'elle soit à double-sens cyclable.

### Voies rencontrées
La rue Cujette rencontre les voies suivantes, dans l'ordre des numéros croissants (« g » indique que la rue se situe à gauche, « d » à droite) :
1. Grande-rue Saint-Nicolas
2. Rue Ferrières (g)
3. Rue des Novars (d)

## Odonymie
Au XVIe siècle, la rue est désignée comme la rue Tuzaguet ou Tuzague : Pierre Salies n'y voit qu'une cacographie pour le nom de Cugette ou Cujette. C'est effectivement le nom qu'on trouve à la rue au siècle suivant : l'origine n'en reste particulièrement obscure. Au XVIIIe siècle, elle fut également désignée comme la rue de la Corne – elle conserva ce nom jusqu'en 1840, sauf en 1794, pendant la Révolution française, où on lui attribua celui de la Solidité. C'est en 1840, que la rue retrouva son nom ancien.
En 1945, on proposa, sans succès, de la renommer en hommage à Georges Dauza (1926-1944). Né à Toulouse, installé à Foix, il rejoint en juin 1944 les francs-tireurs et partisans (FTP). Il est tué lors des combats des 6 et 7 juillet 1944, à Roquefixade, contre un groupe mobile de réserve (GMR) de Toulouse, des Francs-gardes de la Milice d'Ariège, et des forces allemandes venues en renfort.

## Patrimoine et lieux d'intérêt
- no  17 : immeuble (XIXe siècle)[7].